# Gallotia atlantica
El lagarto atlántico (Gallotia atlantica) es una especie de lagarto gigante endémico de las Islas Canarias orientales.

## Descripción
Lagarto pequeño, dorso gris, ocre, pardo, verde grisáceo o negruzco, los machos poseen dos hileras de ocelos azules en cada costado.

## Distribución y hábitat
Está presente en Lanzarote y Fuerteventura así como en otros pequeños islotes como La Graciosa, Montaña Clara, Alegranza, Roque del Este e Isla de Lobos. Existe otra población pequeña y muy localizada en la costa oriental de Gran Canaria (Arinaga) pero se considera introducida.

## Subespecies
Se reconocen las siguientes subespecies:
- G. atlantica atlantica, presente en Lanzarote.
- G. atlantica mahoratae, presente en Fuerteventura y Lobos.

Otras subespecies anteriormente aceptadas han sido agregadas a las anteriores en estudios recientes. Estas son:
- G. atlantica delibesi, descrita para Gran Canaria.
- G. atlantica ibagnezi, localizada en el archipièlago Chinijo.
- G. atlantica laurae, presente en el malpaís de La Corona, al norte de Lanzarote.

## Conservación y amenazas
Catalogada por la UICN como especie bajo preocupación menor.
En España únicamente la subespecie G. a. laurae está catalogada como vulnerable  ya que se trata de una población restringida a un área inferior a 2.000 km² y actualmente en declive inferido por la degradación de su hábitat. Se localiza en el malpaís de La Corona y algunos islotes en el norte de Lanzarote. Sus principales amenazas son la alteración del hábitat y el impacto de especies introducidas.